# Мавлиханов, Умяр Абдуллович
Умя́р Абду́ллович Мавлиха́нов (тат. Үмәр Мәүлиханов; 24 сентября 1937, Москва — 14 июля 1999, Москва) — советский фехтовальщик на саблях, двукратный олимпийский чемпион. Заслуженный мастер спорта СССР (1964), заслуженный тренер РСФСР (1975).

## Биография
В сборную команду СССР входил в 1958—1969 годах. Участвовал в Олимпийских играх 1960, 1964 и 1968 годов. Завоевал золотые медали Олимпийских игр 1964 и 1968 в командном первенстве и бронзовую медаль Олимпиады 1964 в личном первенстве. Чемпион мира 1965, 1967 и 1969, серебряный призёр чемпионата мира 1958, 1961, 1963 и 1966, бронзовый призёр ЧМ 1959 и 1962 в командном первенстве. Входил в команду ЦСКА, побеждавшую на Кубке Европы 1967, 1968 и 1970 годов. Чемпион СССР 1963, 1967, 1968 в личном и командном первенствах.
Член КПСС с 1971 года. В 1975 году окончил Московский технологический институт легкой промышленности.
Награждён медалями «За трудовую доблесть» и «За трудовое отличие».
Похоронен на Бутовском кладбище Москвы (мусульманский участок).